# Цикл Тринклера
Цикл Тринклера (англ. Seiliger cycle, англ. Sabathe cycle) — термодинамический цикл, описывающий рабочий процесс дизельного двигателя со смешанным сгоранием. Объединяет в себе цикл Отто и цикл Дизеля. В России носит имя изобретателя Густава Тринклера.
Идеальный цикл Тринклера состоит из процессов:
- 1—2 В рабочем цилиндре воздух адиабатически сжимается за счет инерции маховика, сидящего на валу двигателя, нагреваясь при этом до температуры, обеспечивающей воспламенение топливно-воздушной смеси.
- 2—3 Сгорание части топлива в небольшом объеме форкамеры (V=const).
- 3—4 Догорание оставшегося топлива в рабочем цилиндре (P=const).
- 4—5 Адиабатическое расширение продуктов сгорания.
- 5—1 Удаление выхлопных газов (V=const).

Жидкое топливо, введенное в форкамеру при сравнительно невысоком давлении, распыляется струей сжатого воздуха, поступающего из основного цилиндра. Вместе с тем цикл со смешанным сгоранием частично сохраняет преимущества цикла Дизеля перед циклом Отто — часть процесса сгорания осуществляется при постоянном давлении.
Термический КПД цикла Тринклера {\displaystyle \eta =1-{\frac {1}{n^{k-1}}}{\frac {\lambda m^{k}-1}{\lambda -1+k\lambda (m-1)}}},
где {\displaystyle n=V_{1}/V_{2}} — степень сжатия,
{\displaystyle m=V_{4}/V_{3}} — степень предварительного расширения,
{\displaystyle \lambda =p_{3}/p_{2}} — степень повышения давления при изохорном процессе сгорания,
{\displaystyle k} — показатель адиабаты.
Частными случаями цикла Тринклера являются цикл Отто (при {\displaystyle m=1}) и цикл Дизеля (при {\displaystyle \lambda =1}).